# Ján Vojtaššák

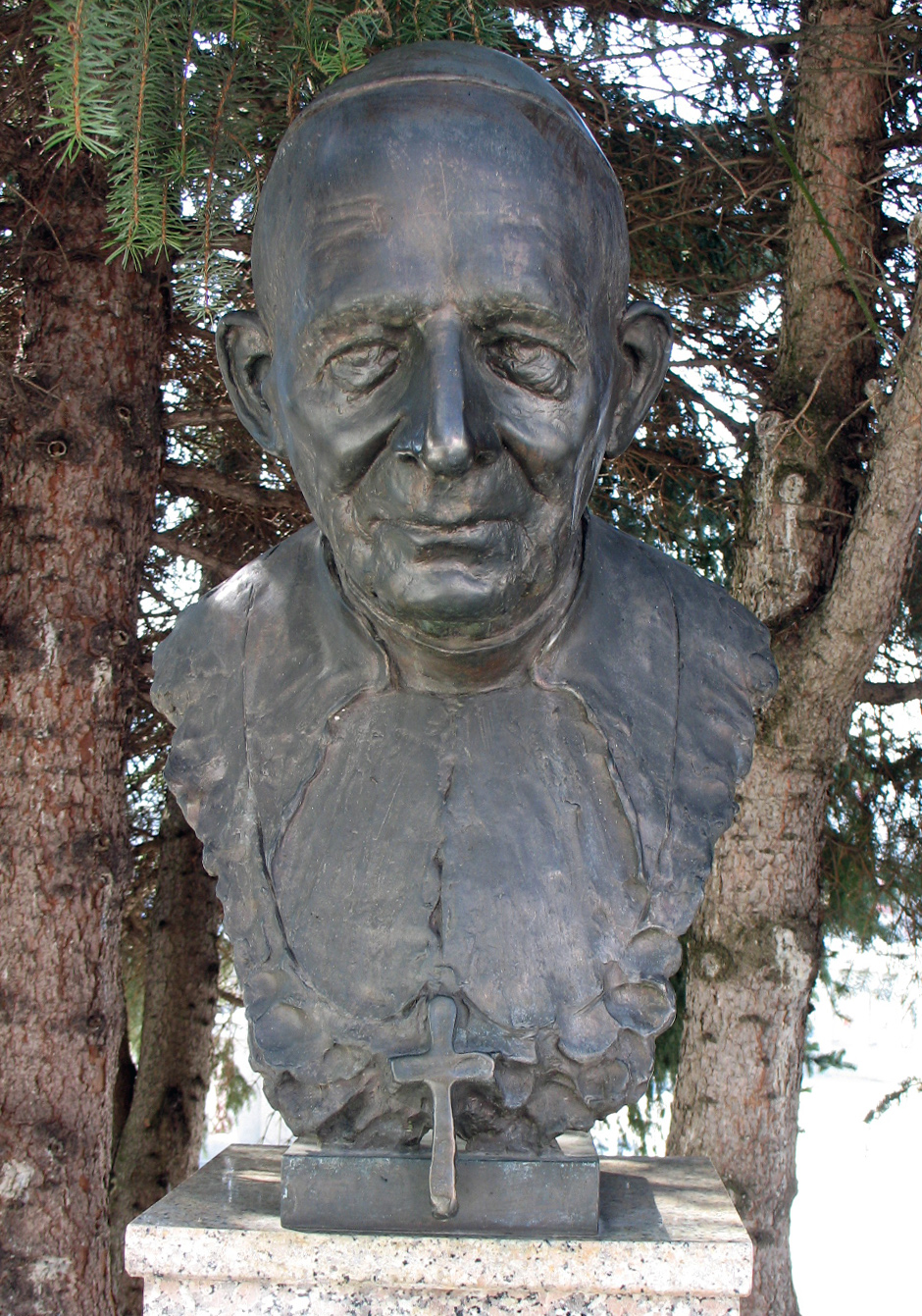
Bronzebüste von Peter Valach in Ružomberok (dt. Rosenberg)

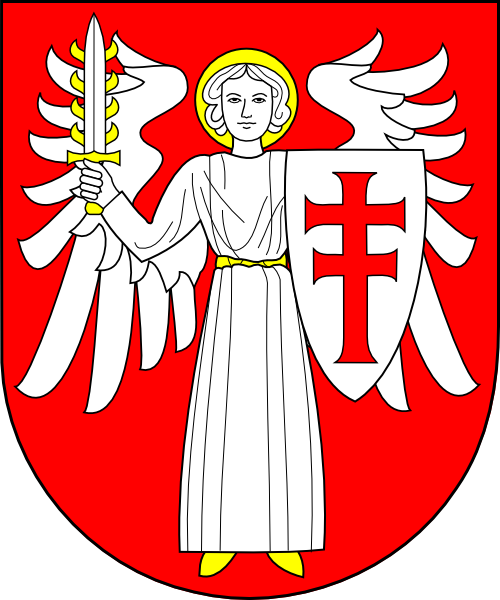
Bischofswappen

Ján Vojtaššák (* 14. November 1877 in Zákamennye-Klin, Königreich Ungarn; † 4. August 1965 in Říčany bei Prag, Tschechoslowakei) war ein slowakischer Priester. Er war römisch-katholischer Bischof von Spiš (Zips).

## Leben
Ján Vojtaššák wurde als siebtes von elf Kindern des Bauern Anton Vojtaššák und seiner Ehefrau Anna geborene Klimčíková geboren.
Der Matrikeleintrag im Taufbuch seiner Heimatpfarrei nennt den 15. November 1877 als seinen Tauftag. Auf Anraten des Ortspfarrers, dem er ministrierte, schickten die Eltern ihren Sohn 1887 zum Onkel Anton Klimčík, der als Pfarrer in Stankovany wirkte, dieser schickte den Jungen 1889 ans königliche Gymnasium nach Trstená und Ružomberok. Von seinen Erziehern geprägt, reifte in ihm schon früh der Wunsch Priester zu werden. Er trat im September 1895 in das Priesterseminar in Spiš – Zips ein. Am 1. Juli 1901 spendete ihm der Zipser Bischof Pál Szmrecsányi die Priesterweihe. Seine Primiz feierte er eine Woche später in seinem Heimatort. In den Jahren in der Gemeindepastoral wurde der junge Priester ein beliebter Beichtvater. Als Herausgeber katholischer Zeitungen war er auch journalistisch tätig.
Am 16. November 1920 ernannte ihn Papst Benedikt XV. zum Bischof von Spiš. Die Bischofsweihe empfing er am 13. Februar 1921 in der Kathedrale des heiligen Emmeram in Nitra, zusammen mit den ebenfalls neu ernannten Bischöfen Karol Kmetko von Nitra und Marián Bláha von Banská Bystrica, durch den Apostolischen Nuntius, Erzbischof Clemente Micara. Mitkonsekratoren waren Karel Borromäus Kašpar, Weihbischof in Königgrätz, und Anton Podlaha, Weihbischof in Prag. Im Juli 1925 berief er eine Diözesansynode ein, die das geistliche Leben der Priester, die Gottesdienstgestaltung, die Sakramentenspendung sowie die katechetische Unterweisung besonders der Kinder, aber auch der Jugendlichen und Erwachsenen, zum Thema hatte. Die Berufung neuer Ordensgemeinschaften in sein Bistum, Volksmissionen, Gemeinde-Visitationen und die Priesterausbildung gehörten zu seinen besonderen Anliegen. Nach der Zerschlagung der Tschechoslowakei wurde Vojtaššák Mitglied im Staatsrat der mit Deutschland kollaborierenden Ersten Slowakischen Republik. In dieser Funktion setzte er sich intensiv für die Deportation slowakischer Juden ein. In der Tschechoslowakei wurde Bischof Ján Vojtaššák im Juli 1950 der Prozess gemacht, er wurde im Januar 1951 im Alter von 73 Jahren wegen Hochverrats zu 24 Jahren Gefängnis (Leopoldov) verurteilt. Im Jahre 1963 wurde er begnadigt, aber unter polizeiliche Aufsicht in Prag gestellt.
Er starb am 4. August 1965 in Řičany bei Prag, wo er in der Verbannung leben musste, da er slowakischen Boden nicht betreten durfte. Nach seinem Tod wurde er in die Slowakei überführt und in seiner Heimatstadt Zákamenné beigesetzt. 1996 wurde der Seligsprechungsprozess eingeleitet und 2003 wurden seine sterblichen Überreste in die Kathedrale des heiligen Martin (Spišská Kapitula) überführt.